# 莱托扬尼
莱托扬尼（義大利語：Letojanni），是意大利西西里大区墨西拿廣域市的一个市镇。总面积6平方公里，人口2762人，人口密度460.3人/平方公里（2009年）。ISTAT代码为083038。